# Milja
Mílja je ime več enot za merjenje dolžine. Danes ena milja v glavnem pomeni okoli 1609 m na kopnem in 1852 m na morju in v zraku. Za podrobnosti glej spodaj.

## Trenutne določitve
Pomeni za milje, ki jih danes v splošnem uporabljamo so:
- Médnarodna mílja je enota za katero po navadi rečemo »milja« brez omejitev. Določena je natanko z vrednostjo 1609,344 m ali z 5280. mednarodnimi čevlji. Uporablja se v ZDA in Združenem kraljestvu kot del Imperialnega sestava enot. Mednarodna milja je enaka 8 furlongom (201 m) ali 1760 mednarodnim jardom.
- Amêriška geodétska mílja je natanko enaka 6336/3937 km ali 5280 ameriškim geodetskim čevljem, približno 1609,347 m. Ena mednarodna milja je natanko enaka 0,999998 geodetskim miljam. Geodetsko miljo uporablja Ameriški obalni in geodetski urad.
- Médnarodna morska milja je določena natančno kot 1852 m. Uporablja se splošno v letalstvu, mornarici in pomorstvu. Izhaja iz geografske milje.
- Na Norveškem in Švedskem dolžino 10 km po navadi pripisujejo milji (glej mil).

## Zgodovina
Skozi zgodovino so uporabljali veliko enot z imenom 'milja' za merjenje dolžine, ki so bile določene različno. Te enote izhajajo iz rimske milje, ki je bila enaka približno 1479 m. Rimska milja je vsebovala 1000 korakov, kjer je treba upoštevati, da je bil korak razdalja med točko, kjer se je noga dvignila s tal, do točke, kjer je ista noga pristala, torej dva koraka v pogovornem pomenu. Beseda milja izhaja iz latinske besede milia passuum, tisoč korakov. Vzdolž cest, ki so jih po Evropi zgradili Rimljani so po navadi postavili kamen na vsako miljo, da bi naznačili razdaljo do Rima. Tem kamnom so rekli miljniki.
V plovbi so običajno uporabljali geografsko miljo, ki je določena kot 1 ločna minuta na Zemljinem ekvatorju in je približno enaka 1855 m.
Zakonsko miljo je določila kraljica Elizabeta I. leta 1593 z zakonom kot novo določitev milje iz 5000 čevljev na 5280 čevljev.
Ko so se leta 1959 dogovorili o mednarodni milji, je Ameriška geodetska uprava za merjenje obdržala geodetsko miljo.
Na Danskem in skoraj po celotni Nemčiji so v 19. stoletju za miljo uporabljali geografsko miljo, enako približno 7,5 km (določeno s 4. ločnimi minutami), ki jo je natančno označil Ole Christensen Rømer. V Nemčiji je obstajala tudi natančna 7,5 km metrska različica, vendar so jo do 20. stoletja večinoma prenehali uporabljati. Rømerjevo miljo so v skandinavskih deželah dolgo časa uporabljali kot morsko miljo, vendar jo je sredi 20. stoletja zamenjala mednarodna morska milja. Mednarodni morski milji danes tradicionalistični Skandinavci še vedno rečejo četrt milje.